# Gli anni struggenti
Gli anni struggenti è un film italiano del 1979 diretto da Vittorio Sindoni. Il film è noto anche con il titolo alternativo Il concorrente.

## Trama
Capo d'Orlando, 1960. Il ventenne Saverio Bivona, figlio di un eminente pedagogo, parte per Roma per concorrere al posto di insegnante elementare insieme ad altri 8000 aspiranti. Il ragazzo è sin da bambino assillato dagli insegnamenti del padre che ha come modello il pedagogo svizzero Johann Heinrich Pestalozzi, ma nell'albergo dove risiede fa la conoscenza di Andreina, un'altra candidata e se ne innamora a prima vista. Per Andreina è lo stesso, e i due piuttosto che studiare, preferiscono andare in giro per la città. Trasferitisi ben presto nella medesima camera, i due giovani non dimenticano soltanto gli impegni di studio ma anche i rispettivi fidanzati: lui la siciliana Grazia che invano gli telefona e lei il veneto Remigio che a sua volta si affida invano al telefono.
Saverio non si presenta all'esame, ma il padre, giunto dalla Sicilia, riesce a farglielo ripetere e lo costringe a ripresentarsi un anno dopo. Anche questa volta Saverio preferirebbe passeggiare con Andreina, ma non riesce a trovarla e allora decide di andare a fare l'esame dove manifesta la sua ribellione al dispotico padre in maniera eclatante facendo scena muta. Tornato a casa, senza dare spiegazioni, decide di andarsene via da casa e dal nucleo familiare e partire per un personale lungo viaggio di contestazione.

## Distribuzione
È stato presentato in concorso al Festival di Locarno 1979.